# The Pirate Bay
The Pirate Bay (abreviado como TPB) é um índice online de conteúdo digital de mídia de entretenimento e software. Fundado em 2003 pelo think tank sueco Piratbyrån, o Pirate Bay permite que os visitantes pesquisem, baixem e contribuam com magnet links e arquivos torrent, que facilitam o compartilhamento de arquivos peer-to-peer entre os usuários do protocolo BitTorrent.
O Pirate Bay tem gerado controvérsias e discussões sobre aspectos legais do compartilhamento de arquivos, direitos autorais e liberdades civis, tornando-se uma plataforma para iniciativas políticas contra as leis estabelecidas de propriedade intelectual, além de uma figura central em um movimento anticopyright. O site enfrentou diversos desligamentos e apreensões de domínios, mudando para uma série de novos endereços na web para continuar operando.
Em abril de 2009, os fundadores do site (Peter Sunde, Fredrik Neij e Gottfrid Svartholm) foram considerados culpados no julgamento do Pirate Bay na Suécia por ajudar na violação de direitos autorais e foram condenados a cumprir um ano de prisão e pagar uma multa. Em alguns países, os provedores de serviços de internet (ISPs) foram ordenados a bloquear o acesso ao site. Posteriormente, sites proxy passaram a fornecer acesso a ele. Os fundadores Svartholm, Neij e Sunde foram todos libertados até 2015 após cumprirem penas reduzidas.

## História

### TPB e as leis suecas

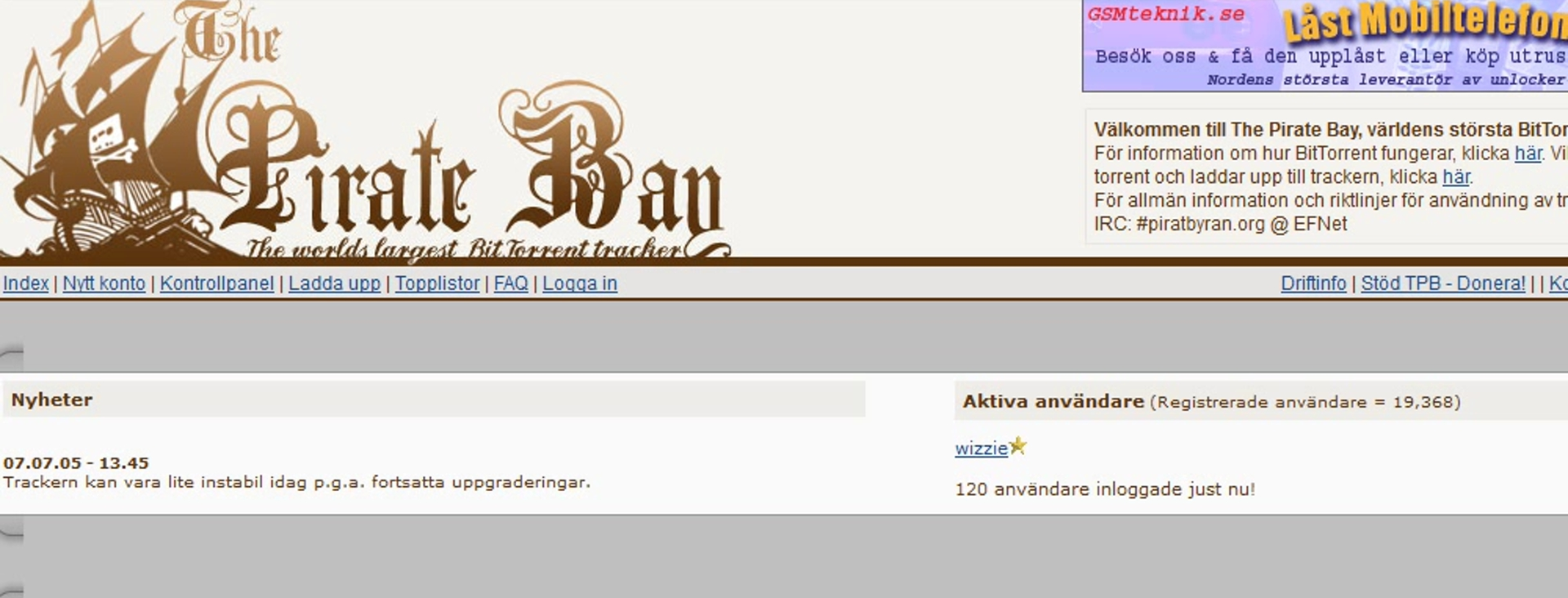
Pagina inicial do The Pirate Bay em 2004

Devido às leis suecas, o serviço disponível no site (indexação de arquivos) não é ilegal, e por isso o The Pirate Bay enfrentou poucos problemas com a justiça durante sua história, tendo inclusive a fama de responder ironicamente aos departamentos jurídicos das empresas que os ameaçam.
Em 31 de maio de 2006, a empresa onde ficam hospedados os servidores do site (o host) foi invadida por policiais e teve os computadores ligados ao TPB apreendidos.

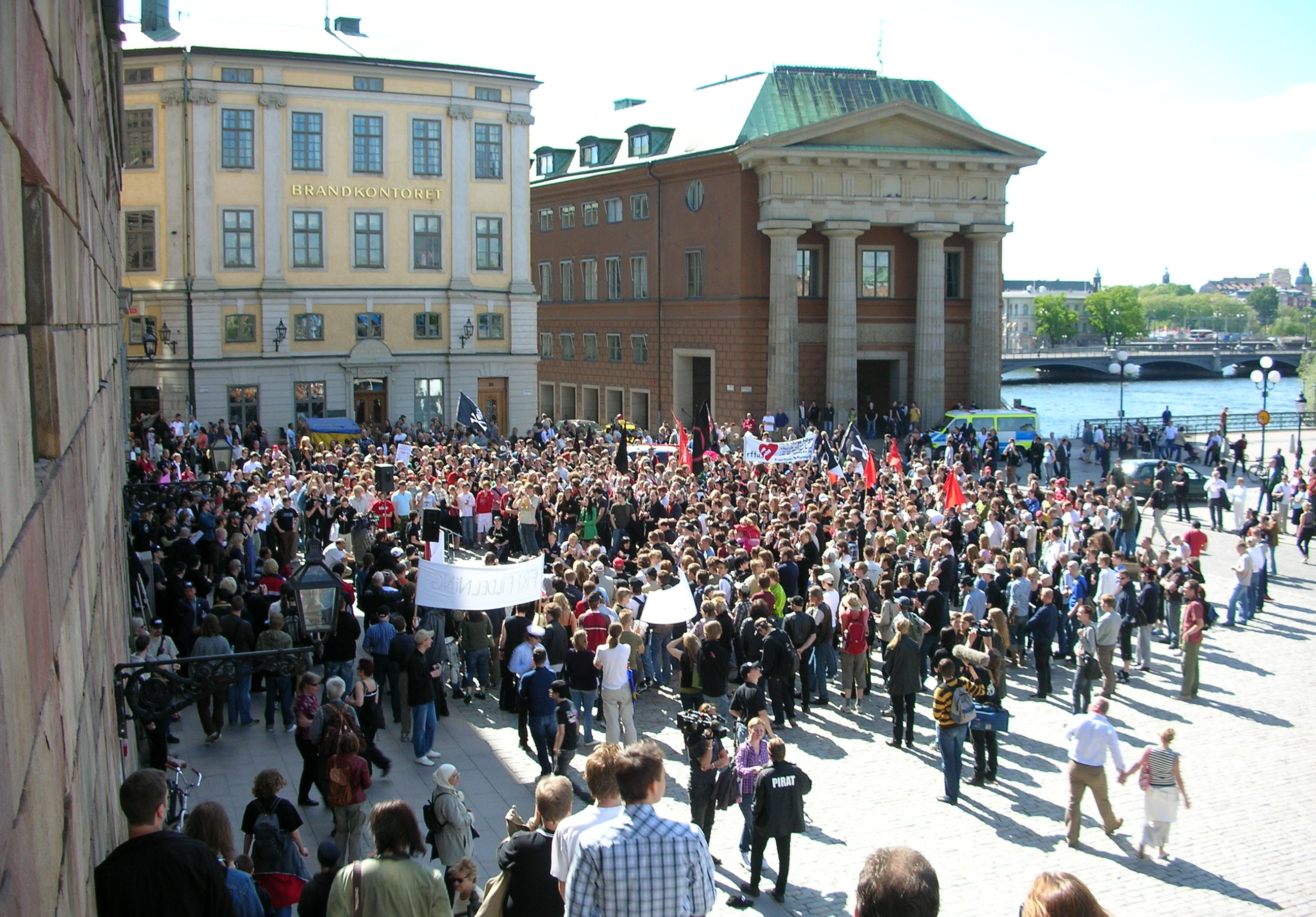
Protesto em Estocolmo contra a ação da polícia em 3 de junho de 2006.

Outros sites pessoais e de empresas tiveram seus dados e conteúdos apreendidos também, sem qualquer acusação formal. O fato é questionado pelo Partido Pirata da Suécia que também não aceitou a retirada do site Piratbyrån, que por sua vez não fazia distribuição de conteúdos com copyright, dedicando-se apenas a discussões sobre o assunto. Dois dias depois, o site voltou ao ar com um back-up hospedado em território holandês, mas ficou claro que a organização não pretende ter seu site em apenas um local, uma vez que isso seria uma péssima estratégia, como afirmaram os seus colaboradores. No dia seguinte, o site da polícia sueca ficou fora do ar devido ao grande número de acessos em pouco tempo, possivelmente devido a algum ataque de negação de serviço, onde milhares de usuários da rede se concentram em solicitar via browser um único endereço, criando sobrecarga no sistema.
No dia 3 de junho, o site do governo sueco ficou fora do ar às 23h40min e durante um longo período ninguém conseguiu acessá-lo. Ambos os ataques são reconhecidos como DDoS e não possuem origem confirmada.
Protestos contra a ação da polícia ocorreram no dia 3 de junho em Gotemburgo e Estocolmo, organizados pelo Piratbyrån e o "Partido Pirata" em cooperação com outros partidos. Não houve nenhum incidente violento, todas as precauções e consultas legais foram tomadas para a manifestação. Aproximadamente 600 pessoas compareceram no protesto em Estocolmo, e cerca de 300 em Gotemburgo.

#### Condenação
Em 17 de abril de 2009, os fundadores do site sueco, Fredrik Neij, Gottfrid Svartholm Warg, Carl Lundstrom, Peter Sunde, foram considerados culpados da acusação de violar leis de direitos autorais, e condenados pela justiça sueca a um ano de prisão e a pagar o equivalente a R$8 milhões (US$ 3,55 milhões) a algumas das maiores empresas de entretenimento do mundo, como a Sony e a Warner. Esta não é a última instância e seus advogados afirmaram que irão recorrer.
Em 22 de outubro de 2009, os responsáveis pelo site foram obrigados a remover torrents protegidos por direitos autorais no prazo de três meses e bloquear buscador para holandeses. No entanto, segundo o site nunca foi removido nenhum torrent por ordens judiciais ou por ameaça de empresas com os direitos de autor dos ficheiros distribuídos.

### Domínio
Devido ao seu conteúdo e aos processos judiciais, seu domínio no site teve de ser alterado diversas vezes. Em abril de 2013, ele teve uma breve passagem pela Gronelândia (.gl) e parou na Islândia (.is). No começo de maio do ano passado, o site migrou para a ilha caribenha de São Martinho (.sx). Por fim, em dezembro veio a agitação total: primeiro o serviço pulou para a Ilha da Ascensão (.ac), que é um território britânico, fez uma curta parada no Peru (.pe), caiu nas Guianas (.gy) e retornou para casa, na Suécia (.se), ficou um tempo em Laos (.la) e, em Maio de 2016, retornou para o seu domínio original, o .org. E atualmente em abril de 2020, continua em seu domínio original.
Em 9 de dezembro de 2014 o Pirate Bay teve seus servidores, computadores e demais equipamentos apreendidos após invasão da polícia sueca. Outras páginas relacionadas de torrents, incluindo o EZTV, Zoink, Torrage e o tracker Istole também saíram do ar, além do fórum Suprbay.org do TPB. Em 12 de Dezembro o TPB ainda permanecia indisponível, sem uma definição concreta se permanecerá assim, bem como o domínio EZTV.it. Porém, no segundo dia após a apreensão foi noticiado que o EZTV apresenta "sinais de vida" com uploads ao ExtraTorrent e KickassTorrents e proxies como eztv-proxy.net que utiliza endereços de IP do site principal. Várias cópias do site surgiram durante os dias seguidos à invasão, a mais notável sendo a oldpiratebay.org, criada pelo isoHunt.
Em 21 de dezembro o domínio original .SE voltou a ficar online, com uma bandeira pirata na página inicial, porém até o momento sem nenhuma informação sobre seu retorno definitivo.
Em 1 de janeiro de 2015 a página começou a exibir uma contagem regressiva para 1 de fevereiro, sem divulgar detalhes sobre o que ocorrerá nesta data.
Em 31 de janeiro de 2015 o Pirate Bay voltou a funcionar exatamente como antes da invasão policial, conforme previsto.
Após a Corte Distrital de Estocolmo ordenar em 20 de maio de 2015 o confisco dos domínios thepiratebay.SE e piratebay.SE por associação a crimes de copyright, o TPB continuou sendo disponibilizado por meio de seis novos domínios, de final .AM, .LA, .GS, .GD, .MN e .VG.
Em 2021, o domínio original do site foi colocado à venda por 38 mil dólares.

## Financiamento

### Financiamento inicial
Em abril de 2007, rumores foram confirmados num talk show suíço que The Pirate Bay recebeu apoio financeiro dum empreendedor de direita chamado Carl Lundström. Isso causou certa comoção, uma vez que Lundström é conhecido por financiar diversos partidos de extrema direita e movimentos como o Sverigedemokraterna e Bevara Sverige Svenskt. Durante o talk show, Tobias Andersson confirmou que "sem o apoio de Lundström, o The Pirate Bay não seria possibilitado de iniciar suas atividades" e declarou que boa parte do dinheiro foi direcionado para a aquisição de servidores e banda.

### Doações
De 2004 até 2006, o The Pirate Bay possuiu uma página para doações, permitindo diversos meios de pagamento. Eles afirmaram que tais doações apenas eram direcionadas para a manutenção do tracker e oferecia benefícios por tempo limitado para o doador, tais como possibilidade de publicação de anúncios e status "VIP". Pouco tempo depois o link foi substituído pela recomendação de realizar doações para o "seu grupo local pró-pirataria".
Em 2006, Petter Nilsson, um participante de um reality show suíço sobre política, Toppkandidaterna, doou 4.925,83 dólares para o The Pirate Bay, que foram utilizados para comprar mais servidores.
Em 2009, os então condenados cabeças do The Pirate Bay, pediram que os usuários parassem de tentar realizar doações para pagamento de dívidas e multas pois eles recusaram o pagamento das mesmas.

### Propaganda
Desde 2006, o site foi financiado por anúncios nas páginas de resultados. De acordo com especulações feitas pelo Svenska Dagbladet, os anúncios gerariam cerca de 84.000 dólares por mês. Numa investigação em 2006, a polícia concluiu que o The Pirate Bay gera cerca de 169.000 dólares por ano com propagandas.
Em 2008, a Federação Internacional da Indústria Pornográfica declarou que o site é extremamente rentável, e que o The Pirate Bay estaria muito mais interessado em lucrar do que em apoiar os direitos das pessoas. O site alegou que tais alegações não eram verdade, dizendo "Não é barato operar um site com esta escala" e "Se nós estivéssemos fazendo rios de dinheiro, eu Svartholm, não estaría trabalhando até tarde no escritório, e sim estaria numa praia me bronzeando". Em resposta às afirmações que o faturamento anual do site excedia 3 milhões de dólares, feito pela federação internacional da indústria pornográfica, Peter Sunde, representante do site, argumentou que o alto uso de banda, energia e hardware eliminaria a capacidade de gerar lucro do site. O The Pirate Bay, diz ele, vem operando no vermelho nos últimos tempos.

## Detalhes técnicos
Inicialmente, os 4 servidores do The Pirate Bay executavam uma versão customizada de servidor web chamado Hypercube. Uma versão antiga deste servidor é código livre.
Em 1 de junho de 2004, o The Pirate Bay, atualizou o site num esforço para reduzir o consumo de banda dos servidores que, segundo relatório, recebiam 2 requisições HTTP por milisegundo, bem como para tornar a interface mais amigável.
Em setembro de 2008, o The Pirate Bay, consistia de 31 servidores dedicados incluindo 9 servidores Web front-end, um banco de dados, 2 engenhos de busca e 8 trackers BitTorrent. Atualmente o site utiliza o Lighthttpd e PHP para conteúdos dinâmicos, MySQL para o banco de dados, Sphinx para seus engenhos de busca, memcached para realizar cache de consultas SQL e o Varnish para servir conteúdo estático.
Em Junho de 2008 o The Pirate Bay finalizou a migração do Hypercube para o Opentracker, também habilitando o uso de UDP como protocolo do tracker, algo que não era suportado pelo Hypercube. Esta atualização permitiu o uso e multicast UDP para sincronizar múltiplos servidores entre sí de forma mais rápida. Tais objetivos foram alcançados através do Opentracker, que é um software livre.
Em 19 de Janeiro de 2008, o The Pirate Bay lançou suporte ao IPv6 para o seus sistemas de trackers através do uso de uma versão exclusiva IPv6 do Opentracker.
Em 17 de novembro de 2009, o The Pirate Bay desligou seus serviços de tracker permanentemente alegando que trackers centralizados não são mais necessários uma vez que tabelas hash descentralizadas (DHT), peer exchange (en:Peer exchange) (PEX) e links magnéticos permitem os nós encontram outros de forma descentralizada.

## Iniciativas

### Links magnéticos
Para economizar espaço e evitar problemas legais, desde 29 de fevereiro de 2012, os arquivos torrent foram substituídos pelos links magnéticos.

### Servidores na nuvem
Desde 17 de outubro de 2012, o site está hospedado nas nuvens, assim os servidores do site ficam descentralizados e mais seguros a ataques externos.

## Invasão de dezembro de 2014
Em 9 de dezembro de 2014, a polícia de Estocolmo invadiu as instalações da empresa e servidores e outros computadores e equipamentos foram apreendidos, o que resultou no website ficar offline. O ataque foi em resposta a uma queixa de Direitos Alliance, um grupo antipirataria sueco. The Pirate Bay foi um dos websites relacionados à torrents tirado do ar. Um membro da tripulação foi preso. A página TorrentFreak informou que a maioria dos outros sites de torrent relataram um aumento de 5 a 10 % no tráfego de usuários deslocados, e que o desligamento teve pouco efeito sobre os níveis globais de pirataria.
Em retaliação ao ataque, um grupo de hackers que afirmam ser parte do Anonymous supostamente vazou e-mails com detalhes de log-in de funcionários do governo sueco. O co-fundador do TPB Peter Sunde comentou em um post de blog que ele estava feliz em ver o site encerrado, acreditando que seus sucessores não fizeram nada para melhorá-lo, criticando, em particular, o aumento do uso de anúncios.
O IsoHunt, desde então, copiou grande parte do banco de dados original TPB e tornou acessível através oldpiratebay.org, um índice pesquisável de velhos torrents Pirate Bay. IsoHunt também lançou uma ferramenta chamada The Open Bay, a fim de permitir que os usuários para implantar sua própria versão do site do The Pirate Bay. A ferramenta é responsável por cerca de 372 sites espelhos. Desde 17 de dezembro de 2014 a página do Facebook do The Pirate Bay se tornou também indisponível.
Em 22 de dezembro de 2014, o TPB retornou no seu domínio thepiratebay.se, mostrando um relógio virar com o período de tempo em dias e horas que o site tinha sido desligado, e uma bandeira de pirata acenando. Em 1 de janeiro de 2015, o site apresentou um contagem regressiva a 1 de fevereiro de 2015. O site retornou com suas funcionalidades em 31 de janeiro de 2015.

## Bloqueio no Brasil
No dia 13 de julho de 2021, as operadoras Claro, Vivo, Oi entre outras, acataram o pedido do Ministério da Justiça e Segurança Pública e bloquearam o site na "operação 404", deflagrada pela Polícia Federal. Ao tentar abrir a página, usuários se deparavam com uma mensagem de erro ou eram redirecionados para uma página da Polícia Federal sobre a "Operação 404".